# Lorenzo Tartagni
Lorenzo Tartagni (Forlì, 1º maggio 1666 – Forlì, 7 giugno 1752) è stato un vescovo cattolico italiano.

## Biografia
Di famiglia patrizia forlivese, divenne prete nella diocesi di Forlì, poi fu vicario apostolico a Ferentino, vicario generale dell'abbazia di Sant'Ellero, vicario apostolico a Fossombrone. Infine, divenne vescovo di Veroli.
Nella cattedrale di Veroli, a destra dell'ingresso principale, fece preparare il proprio cenotafio, in cui si trova, a ricordo, una lapide con queste parole: D.O.M. Laurentius de Tartagnis Patricius Foroliviensis Episcopus Verulanus Natus die prima Maii MDCLXVI Consecratus die VII Aprilis MDCCXV Obii Forolivii VII Juni MDCCLXII.
Nel 1724 fece costruire la cappella dedicata alla Vergine Madre nella località di Foiano. Nella medesima località volle far edificare una villa per le vacanze estive dei giovani seminaristi.
Fece restaurare o ristrutturare diversi luoghi di culto, fra cui:
- la chiesa di San Michele Arcangelo, a Strangolagalli
- la chiesa della Madonna Della Consolazione, a Colleberardi.

Fece anche trasportare i corpi dei santi Demetrio e Biagio nella "confessione", cioè nell'incrocio fra navata e transetto della Cattedrale di Veroli.
Sempre a Veroli, nella chiesa di Santa Maria Salomé, fece costruire una Scala Santa di 12 gradini marmorei, l'undicesimo dei quali contiene una reliquia della Santa Croce: si può peraltro osservare che la cattedrale di Forlì, che è la città natale del vescovo Tartagni, è appunto dedicata alla Santa Croce.